# Ophyra cubana
Ophyra cubana är en tvåvingeart som beskrevs av František Gregor Jr 1974. Ophyra cubana ingår i släktet Ophyra och familjen husflugor.
Artens utbredningsområde är Kuba. Inga underarter finns listade i Catalogue of Life.